# Pachymantis dohertii
Pachymantis dohertii es una especie de mantis de la familia Hymenopodidae.

## Distribución geográfica
Se encuentra en Perak (Malasia).